# Station Karlstad-Centraal
Karlstads centralstation ("Karlstad Centraal Station") is een treinstation in de Zweedse stad Karlstad, gelegen in de wijk Tingvalla. Het station werd geopend in 1869 en ligt aan de Värmlandsbanan. Karlstad is een belangrijk overstapstation voor de regio Värmland. Het station heeft geen aangrenzend busstation. De regiobussen stoppen 400 meter naar het noordwesten en de stadsbussen 300 meter naar het noorden.

## Treinverbindingen
| Serie | Treinsoort              | Route                                                                                            | Bijzonderheden |
| ----- | ----------------------- | ------------------------------------------------------------------------------------------------ | --- |
| 70    | Stoptrein (VTAB)        | (Kongsvinger – ) Charlottenberg – Arvika – Kil – Karlstad – Kristinehamn ( – Degerfors – Örebro) | Een aantal treinen per dag vanaf Kongsvinger en tot Örebro. Stopt beperkt op de haltes Ås, Lerot, Ottebol, Brunsberg en Lene. |
| 70    | Hogesnelheidstrein (SJ) | Stockholm – Hallsberg – Karlstad – Arvika – Oslo                                                 | Twee treinen per dag tot Oslo, anders tot Karlstad of Arvika. De treinen tot Oslo vallen onder de noemer 'intercity'.         |
| 71    | Stoptrein (VTAB)        | Karlstad – Kil – Säffle – Åmål                                                                   | |
| 71    | Sneltrein (Väst / SJ)   | (Karlstad – ) Säffle – Öxnered – Trollhättan – Göteborg                                          | Treinen van Västtågen rijden niet verder dan Säffle.                                                                          |
| 74    | Stoptrein (VTAB)        | Karlstad – Kil – Sunne – Lysvik – Torsby                                                         | Enkele treinen tot Sunne. Stopt beperkt op de haltes Trångstad, Kolsnäs en Oleby.                                             |
| 75    | Stoptrein (TÅGAB)       | Falun – Borlänge – Ludvika – Kristinehamn – Karlstad – Kil – Säffle – Trollhättan – Göteborg     | Stopt beperkt op de stations Nässundet en Grums.                                                                              |
| 78    | Sneltrein (TÅGAB)       | Karlstad – Kristinehamn – Skövde – Alingsås – Göteborg                                           | Spitstrein. Stopt beperkt op de stations Vårgårda en Lerum.                                                                   |